# Rosemarie Kurz

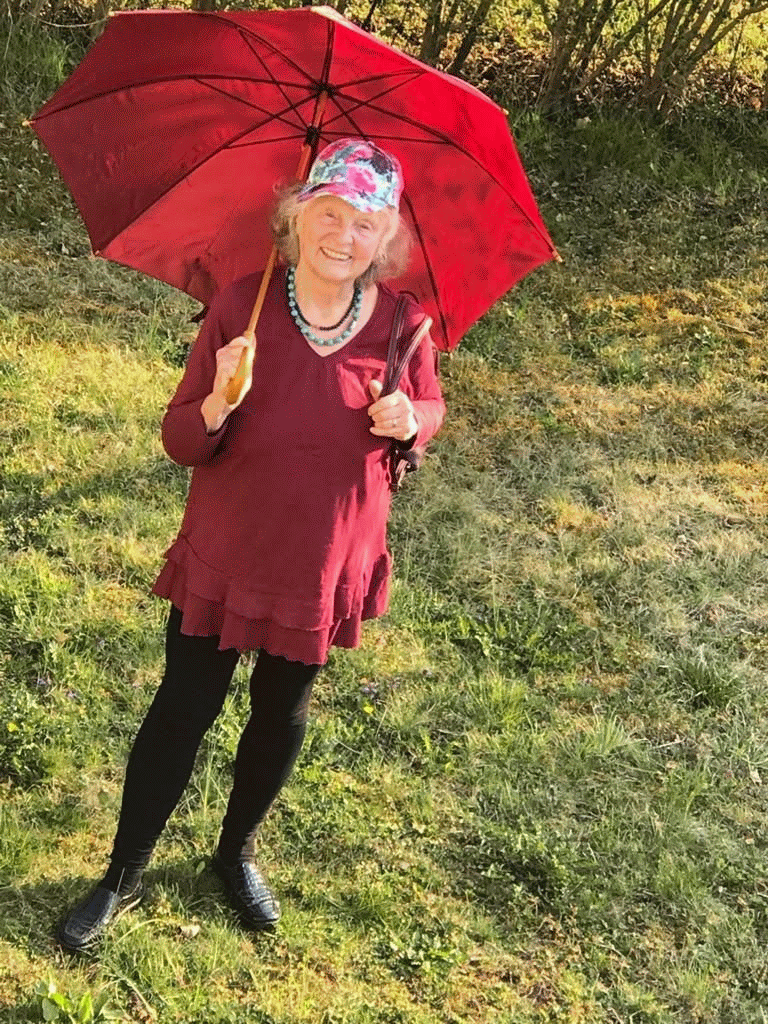
Rosemarie Kurz, 2021

Rosemarie Kurz (* 13. Mai 1936 in Donawitz) ist eine österreichische Autorin und Altersforscherin.

## Leben und Werk
Rosemarie Kurz beendete 1956 ihre Ausbildung zur Volksschullehrerin und arbeitete ab 1957 in verschiedenen Schulen in Deutschland und Österreich. Im Jahr 1987 begann sie ihr Studium der Volkskunde an der Karl-Franzens-Universität Graz, welches sie mit einer Diplomarbeit 1993 abschloss. Während ihres Studiums gründete sie mit anderen älteren Studierenden die Gesellschaft zur Förderung der Alterswissenschaften und des Seniorenstudiums an der Universität Graz (GEFAS). Kurz erreichte auch die Umbenennung des „Seniorenreferats“ der Österreichischen Hochschülerschaft in „Referat für Generationenfragen“.
1999 promovierte Rosemarie Kurz als Doktorin der Philosophie im Studienfach Geschichte. Sie ist in Graz für ihre zahlreichen Projekte und Aktionen, insbesondere im Bereich des intergenerativen Lernens, bekannt.
Kurz ist seit 2018 mit der Entwicklung des Formats UNTERWEGS ZUR KUNST und als ehrenamtlich tätige Koordinatorin im Universalmuseum Joanneum beschäftigt.
Ihr aktuelles Buch, erschienen im Kintsugi Verlag, beschreibt in Kurzgeschichten Erlebnisse ihres Lebens zwischen 1936 und 2022 und setzt diese mit historischen Ereignissen in Verbindung. Unter dem Motto „Jede Zeit ist meine Zeit“ plädiert sie dafür, sich auch im Alter mit allen aktuellen Gegebenheiten auseinanderzusetzen und sich gesellschaftlich zu engagieren.
Kurz ist im Albert Schweitzer Institut für Geriatrie und Gerontologie als ehrenamtliche wissenschaftliche Mitarbeiterin im Bereich Alterswissenschaften tätig und hält regelmäßig Workshops im Haus Esther ab.

## Publikationen
- Brückenschlag zwischen den Generationen! Enthalten in: Conturen „Die altersbunte Gesellschaft“; Nr. 3a/99 Sondernummer, 1999
- Das süße Leben den Alten – die Verantwortung den Jungen?! Enthalten in: Aufgabe soziale Gerechtigkeit; hrsg. von Klaus Poier, Graz, 2006[8]
- Partizipation älterer Menschen zwischen Anspruch und Wirklichkeit. Enthalten in: Altern, Gesellschaft und soziale Arbeit; Gerald Knapp; Helmut Spitzer (Hrsg.), Klagenfurt; Wien [u. a.], 2010[9]
- “senior theatre an important part of senior culture.” Journal of Education, Culture and Society, vol. 2016, no. 1, Foundation Pro Scientia Publica, 2016, pp. 152–64[10]
- Was Hänschen nicht lernt, lernen Hans und Grete allemal – Lernen, Bildung und Weiterbildung im Alter! In: Arbeitsleben 45plus Erfahrung, Wissen und Weiterbildung, Theorie trifft Praxis[11]
- Lena - learning in later life a European project. Enthalten in: Aging social, biological and psychological Dimensions, Uniwersytet Wroclawski, 2012[12]
- Unruhestand gelassener werde ich nie. Kintsugi Verlag Graz, 2022[13]

## Ehrungen und Preise
- 1994 Ehrenzeichen des Landes Steiermark[14]
- 2001 Bürgerin der Stadt Graz[15]
- 2003 Bundesehrenzeichen für besondere Verdienste um die gesellschaftspolitische Integration älterer Menschen
- 2004 Bundesehrenzeichen für besonderen ehrenamtlichen Verdienste in der Erwachsenenbildung
- 2007 Verleihung des Großen Ehrenzeichens des Landes Steiermark
- 2014 Silbernes Ehrenzeichen der Republik Österreich